# Dictyna fuerteventurensis
Dictyna fuerteventurensis là một loài nhện trong họ Dictynidae.
Loài này thuộc chi Dictyna. Dictyna fuerteventurensis được Joachim Schmidt miêu tả năm 1976.